# Ten Tonne Skeleton
Ten Tonne Skeleton is een single van de Britse band Royal Blood uit 2014. Het stond in hetzelfde jaar als negende track op het album Royal Blood, waarvan het de vijfde single was, na Out of the Black, Little Monster, Come On Over en Figure It Out.

## Achtergrond
Ten Tonne Skeleton is geschreven door Mike Kerr en Ben Thatcher en geproduceerd door Tom Dalgety. Het is een hardrocknummer dat gaat over een man dat door een vrouw is bedrogen. Ondanks dat hij nog van haar houdt, probeert hij haar te vergeten. 

## Hitnoteringen
Het lied volgde op het succesvolle Figure It Out, maar het kon niet meeprofiteren van het succes van dat nummer. De enige notering was in de tiplijst van de Vlaamse Ultratop 50, waar het tot de zesde positie reikte. 